# Polizeiruf 110: Blutgruppe AB
Blutgruppe AB ist ein deutscher Kriminalfilm von Bernhard Stephan aus dem Jahr 1972. Der Fernsehfilm erschien als 7. Folge der Filmreihe Polizeiruf 110.
Der Film ist in Schwarz-Weiß.

## Handlung
Auf der Fahrt von Leipzig nach Berlin kommt es zwischen der jungen Sybille Arnold und ihrem Freund und Dozenten Dr. Pfeiffer zum Streit. Sie glaubt, dass er sie verlassen will. Als er nichts darauf erwidert, besteht Sybille darauf, im strömenden Regen in einer Waldgegend bei Lühnsdorf auszusteigen. Einige Zeit später erreicht sie offenbar unter Schock ein Forsthaus und schneidet sich an einer Sense die Pulsadern auf. Der Förster findet sie rechtzeitig und Sybille wird ins Krankenhaus eingeliefert.
Oberleutnant Jürgen Hübner und Leutnant Helga Lindt werden mit dem Fall betraut. Bei einer ersten Befragung gibt Sybille an, am Vormittag im Wald vergewaltigt worden zu sein. Sie sei auf der Landstraße in einen LKW eingestiegen, doch der Fahrer sei plötzlich in den Wald gefahren und habe sie vergewaltigt. Weitere Fragen Helga Lindts blockt sie zunächst ab, weil sie sich nicht erinnern will. Der behandelnde Arzt berichtet Helga Lindt, dass Sybille im vierten Monat schwanger ist. Ihr Selbstmordversuch hatte weniger mit der Vergewaltigung zu tun als vielmehr damit, dass sie das Kind nicht behalten will, weil ihr Freund sie verlassen hat. Der weiß nichts von dem Kind. Später berichtet sie, dass der Lastwagen des Vergewaltigers eine fleischähnliche Masse geladen hatte. Dem Mann hat sie während der Tat zudem einen Schlüssel entwendet, mit dem sie ihn am Kopf verletzt hat.
Die Ermittlungen führen zu einem Schlachthaus. Bald werden drei Männer der Tat verdächtigt: Herr Köhlermann ist der Fahrer des LKW, dessen Reifenprofil am Tatort gefunden wurde. Er sagt aus, an dem Tag den Wagen früh auf dem Hof des Schlachthauses zurückgelassen zu haben, weil die Beladung sich verzögerte. Erst gegen 12 Uhr habe er den LKW wieder abgeholt. Martin Rienacker hat eine verbundene Wunde am Kopf, die er jedoch mit einer Verletzung an einem neugezogenen Stacheldrahtzaun auf dem Werksgelände begründet. Er zeigt den Beamten zudem seinen Schlüsselbund. Helmut Paulsen war an dem Vormittag mehr als eine Stunde weg. Er gilt bei den Kollegen als verdächtig, weil er wegen Einbruchsdiebstahls vorbestraft ist. Paulsens Schlüssel ist zudem verschwunden, doch gibt Paulsen an, den LKW nur auf dem Hof beladen zu haben. Dabei habe er den Schlüssel verloren. Anschließend war er zu Fuß unterwegs, um sich bei einem Zirkus zu bewerben. Als Tierfreund sei die Arbeit im Schlachthof nichts für ihn.
Am Schlüsselbund wurden Blutspuren der seltenen Blutgruppe AB gefunden, die vom Täter stammen müssen. Herr Köhlermann, Martin Rienacker und Helmut Paulsen werden Blutproben abgenommen. Gleichzeitig legt Helga Lindt Sybille Fotos möglicher Täter vor. Die Zeit drängt, da in der Zwischenzeit bereits eine weitere Frau sexuell missbraucht wurde. Die Blutgruppe AB und auch Sybilles Identifizierung machen deutlich, dass es sich bei dem Täter um Martin Rienacker handelt. Eine sofort eingeleitete Fahndung kann eine dritte Tat gerade noch verhindern. Martin Rienacker wird festgenommen. Sybille und Dr. Pfeiffer sprechen sich aus; sie bleiben zusammen und werden eine Familie gründen.

## Produktion
Blutgruppe AB wurde vom 21. März bis Anfang Mai 1972 unter dem Arbeitstitel Notzucht in Leipzig und Berlin gedreht. In Berlin wurde u. a. im Kolonnadenhof der Alten Nationalgalerie gedreht, Blickrichtung S-Bahnhof Marx-Engels-Platz (heute Bahnhof Berlin Hackescher Markt). Die Kostüme des Films schuf Elisabeth Lützkenberg, die Filmbauten stammen von Christoph Lindemann. Der Film erlebte am 16. Juli 1972 auf DFF 1 seine Fernsehpremiere.
Es war die 7. Folge der Filmreihe Polizeiruf 110 und mit nur 50 Minuten eine der kürzesten Folgen der Reihe überhaupt. Oberleutnant Jürgen Hübner ermittelte in seinem 1. Fall. Zudem war es neben Alarm am See einer von zwei Filmauftritten von Karin Ugowski als Leutnant Helga Lindt. Erstmals wurde in Blutgruppe AB ein psychisch motiviertes Verbrechen begangen. Zudem ist es der erste Film, in dem der Ermittler mit einer Schusswaffe in der Hand gezeigt wird.
Die Kritik konstatierte, dass der Umgang mit dem Opfer sehr sensibel gezeigt wurde – Sybille wird im Film zum Beispiel ausschließlich von Leutnant Helga Lindt befragt –, dass die Filmemacher dem Täter gegenüber jedoch hilflos agierten. „Die Schlußfolgerung, wie sie der Film vorführt, daß Sexualstraftäter mit unkontrolliertem Triebleben aus dem öffentlichen Leben zu entfernen und wegzusperren sind, ist sicher dürftig und zeigt eine Befangenheit gegenüber diesem Problem der Strafverfolgung, wie sie in dieser Zeit durchaus nicht die Ausnahme war.“